# St Martin-by-Looe
 (septembre 2023).
St Martin-by-Looe est une paroisse civile des Cornouailles, en Angleterre.